# 判官贔屓
判官贔屓（ほうがんびいき）とは、第一義には人々が源義経に対して抱く、客観的な視点を欠いた同情や哀惜の心情のことである。それに因む形で、「弱い立場に置かれている者に対しては、あえて冷静に理非曲直を正そうとしないで同情を寄せてしまう」という心理現象を指す。

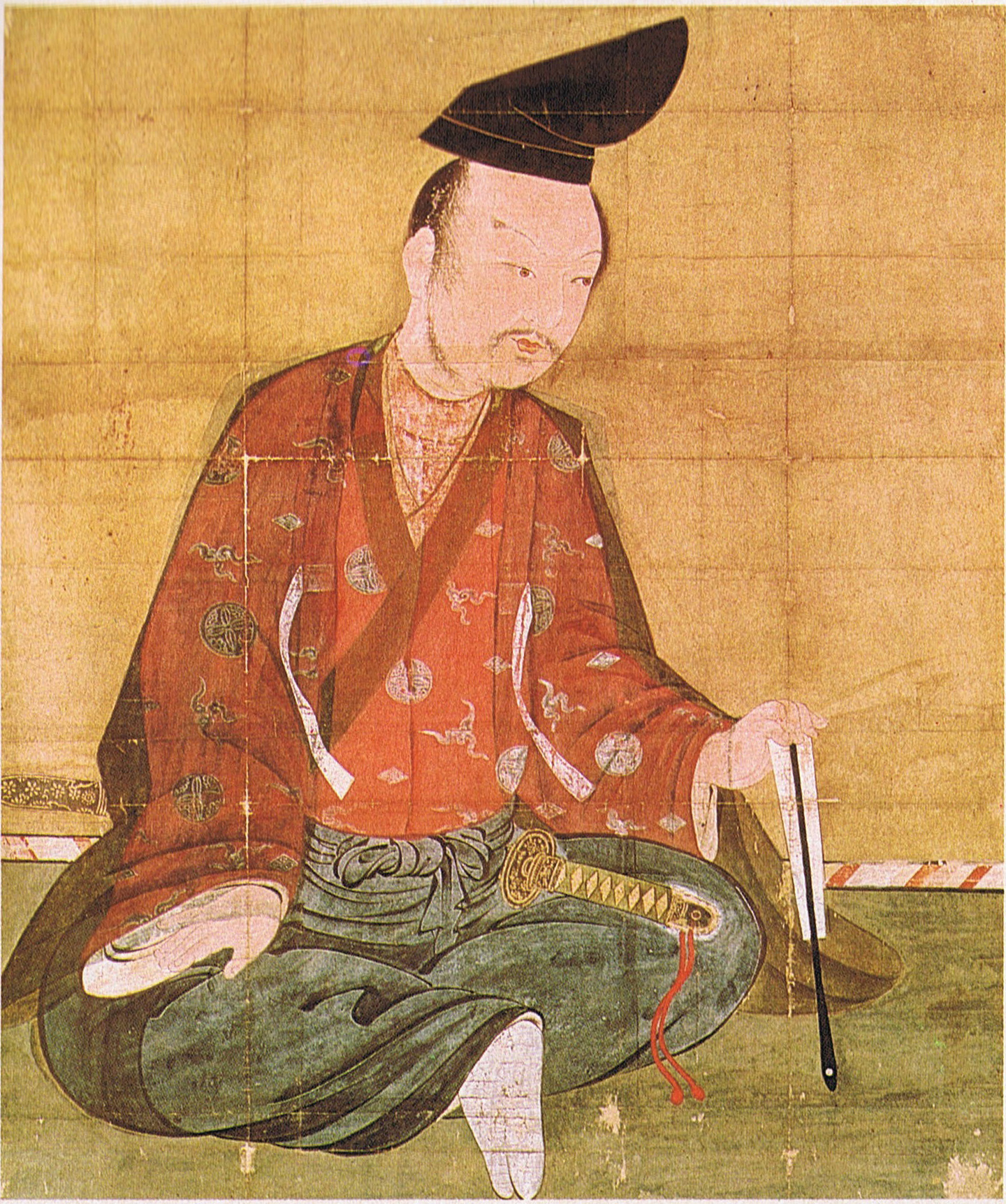
中尊寺所蔵の義経像

「判官」の読みは通常「はんがん」だが、『義経』の伝説や歌舞伎等では伝統的に「ほうがん」と読む。

## 第一義

### 概説
源義経は治承・寿永の乱後半の平家追討において活躍したが、三種の神器のうち天叢雲剣を取り戻せなかった事や、兄である源頼朝の許可を得ることなく後白河法皇より左衛門少尉、検非違使に任じられ、頼朝の家来である御家人を使役・処罰するなどの独断専行を行った事等が頼朝の不興を買ってしまう事になった。更に義経は、「頼朝の弟」という立場を良い事に好き勝手な振る舞いを繰り返し、上官として平家追討を指揮した源範頼や、頼朝が義経の元に奉行として派遣した梶原景時が、平家追討後の義経の傲慢な振る舞いについて訴えた結果、頼朝の義経に対する心証は一層悪くなった。頼朝の怒りを知った義経は起請文を献じて弁明したが、「これまで勝手に振る舞いながら、今更慌てて弁明しても、もうとり上げることは出来ない」、「こちらが不快に思っていると聞いて初めて、こうした釈明をするのではとても許せない」と、かえって怒りを増幅させてしまった。
頼朝は、壇ノ浦の戦いで捕虜とした平宗盛らを連れて京都から鎌倉へ向かった義経の鎌倉入りを拒み、更に義経が京都へ戻る際に「関東に恨みを成す輩は義経に属するように」と発言したとして、義経に与えていた平家の旧領を没収した。しかし、それでも頼朝は完全に義経を見捨てようとはせず、源行家追討の任を与えて汚名返上の機会を与えようとしたのだが、当の義経は仮病を使って従おうとしなかった結果、憤慨した頼朝は遂に義経を追討の対象とした。
頼朝によって刺客を差し向けられた事を知った義経は、頼朝追討の宣旨を得てこれに対抗しようとしたものの従う武士は少なく、義経は藤原秀衡を頼って奥州へ逃亡した。しかし秀衡の没後、頼朝の圧力に屈した秀衡の子泰衡によって自害に追いやられる末路を迎えた。この様な義経の末路は、人々の間に「あんなすばらしい方が、この様になってしまって、なんて人生は不条理なものなのだろう」という共感を呼び起こし、同情や哀惜を誘った。
判官とは、源義経が左衛門府の三等官（掾、判官）である左衛門少尉であったことに、あるいは検非違使の少尉であったことに由来する呼び名である。判官贔屓という語は室町時代末期から江戸時代初期にかけて成立した、あるいは室町時代中期にはすでに成立していたと考えられており、初めて登場する資料のひとつとして、江戸時代の俳人松江重頼編集の俳句集『毛吹草』（1638年（寛永15年）成立）に収録されている

世や花に判官びいき春の風

という俳句が挙げられる。

### 判官贔屓と源頼朝・梶原景時
歴史学者の上横手雅敬は、「『義経が虐められた』事こそ判官贔屓成立の根源であり、具体的には、義経の専横ぶりを訴えた梶原景時や、義経追討の命を下した源頼朝という悪玉を『不可欠の前提』としているのだ」と述べている。
上横手は、「『吾妻鏡』が鎌倉幕府によって編纂された史書であるにもかかわらず、頼朝や梶原の厳しさや冷酷さ、悪辣さを最も強烈に描き、一方で義経に対し同情的な記述すら置いている」と指摘した上で、「『吾妻鏡』が北条氏の立場を正当化する史書である以上、北条氏によって破滅へと追い込まれた梶原が悪辣な人物として描かれるのは当然の事であるが、それに対応する形で判官贔屓が成立し、義経を人気者・善玉とすると同時に北条氏陣営に引き込む結果となっていることは注目に値することであり、判官贔屓が北条氏によって、直接であれ、間接であれ、操作されているのだとすれば、その歴史的意識もまた洗い直されなければならないだろう」と述べている。これについて歴史学者の奥富敬之は、「『よくない政治をとる源氏将軍に代わって、世の為人の為、政務を執る様にした』のが北条氏であるという解釈を『吾妻鏡』はとっているが、創設者であり鎌倉武士の尊敬を集めていた頼朝についてはさすがに直接的に批判する事が躊躇された為、『梶原景時を讒者とし、その景時を重用して義経を死に追いやったとして、読者が頼朝を批判することになるように』という『きわめて高度なテクニック』を用いたのだ」と指摘している。また、奥富によると「『吾妻鏡』は頼朝を批判する為に意図的に判官贔屓を作り出したのである」と指摘している。
一方、景時の「讒言」は頼朝によって義経の元へ奉行として派遣されていた以上当然の行動であり、また義経が頼朝の命令を守らず自分勝手に振る舞う事を快く思わず警戒した武士は景時に限らず、頼朝は体制の倫理を代表して義経の非法性を決定したのであって、「頼朝が狭量であったが故に、優れた才能を持った義経に嫉妬して疎んじた」などと断じるのは適切ではないとする見解もある。

### 文芸作品における判官贔屓

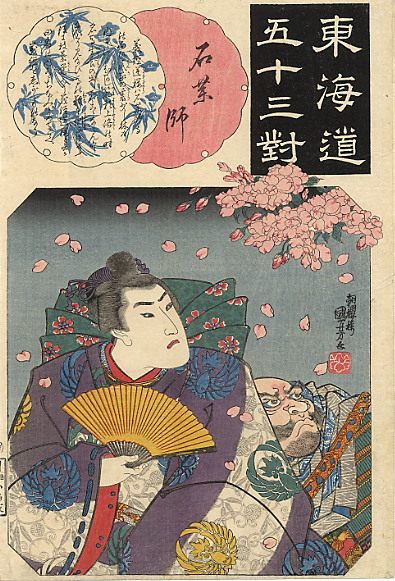
歌川国芳が描いた義経（左）。『義経記』は義経を贔屓されるにふさわしい、「女性にも見紛うほどの眉目秀麗さ」を備えた、美しく弱い存在として描き、「贔屓を助長する調味料」とした

義経を描いた文芸作品は、「氾濫」と評されるほど数多く生み出されている。
義経を「血肉の通った英雄」にしたと評される『平家物語』や『源平盛衰記』を経て、「最初の義経一代記」といわれる軍記物語『義経記』が成立したのは室町時代の事であった。『義経記』は「歴史への願いからその伝記を物語ろうとする」動機から、「歴史（事実）の無い所に新しい歴史（虚構）を成立させ、確かな歴史のある所では、歴史を避けて物語にこれを転じてゆく形で、伝説を形成する」手法によって作り上げられた作品で、義経に「至れり尽くせりの英雄として国民的な偶像化」を施し、「歴史的な英雄」から「国民的な英雄」へと転換させ、もって判官贔屓を主題化した。『義経記』は「判官もの」と呼ばれる御伽草子、謡曲、狂言、舞曲、歌舞伎・浄瑠璃等の作品群の大本となったが、「判官もの」においては、「『義経記』に大成された新しい統一理念像の様な物が、思い思いの個別英雄像に分解して」いき、その過程で理想の英雄、讃仰の対象たる義経像が作り出され、英雄崇拝としての判官贔屓が具体化した。義経にまつわる「物語が組み立てた説話」は「事実あった歴史」と区別されることなく人々に受け入れられ、両者が一体化したものが義経の伝記として認識され、「物語化され伝説化された伝記の存在によって、初めて義経の伝記が本当の義経らしくなるのだ」という、一見して「矛盾した事情」を生んでしまった。歴史学者の高橋富雄は、判官贔屓とは義経に対する贔屓一般を指すのではなく、『義経記』を成立させたような精神態度に象徴される特殊な形態の贔屓であるとしている。
判官贔屓の基底にある「源平の争乱で華々しく活躍した後、悲劇的な死を迎える」という義経像については、日本人が伝統的に好む貴種流離譚との共通性が指摘されている。これについて高橋富雄は、人々が義経の物語を作る中で、史実のみに忠実な武将物語だけでは満足出来無くなり、「もう一つの英雄類型たる王朝貴公子の役を割りあて」たのだとしている。国文学者・民俗学者の池田弥三郎も、義経の生涯が貴種流離譚に当てはまるというよりは、義経の伝記が貴種流離譚の類型に「歩み寄り、歩調を合せている」と指摘し、「義経の物語が、義経に同情をよせざるを得ないような内容を持ち、それが広く流布していった事実の原因は、実は義経の実人生に由来するのではなく、それよりも、その実歴以前にすでに用意せられていた。従って、『判官びいき』という諺が生まれ、流布する余地は、実は、判官義経の実人生が始まる前から用意されていたのである」と総括している。

### 判官贔屓と義経生存伝説
義経の死については、その直後からこれを否定する噂が人々の間に流れ、そこから義経が蝦夷地（北海道）、さらには中国大陸へと逃れチンギス・カンとなったとする伝説が生まれた。このような伝説は今日では、義経を死なせたくないという後世の人々の判官贔屓が生み出したものであり、「鎖国になってからの江戸人の夢物語」、「英雄の末路の悲惨なのに同情した結果、誰かが、いつか、どこかでつくり出した想像にすぎない」などと否定されている。
義経が北海道へ逃れたとする伝説のきっかけとなったのは1670年（寛文10年）成立の林春斎『続本朝通鑑』であるが、同書の成立時期は蝦夷地に対する日本人の関心が高まった時期にあたる。また、中国大陸へ逃れた義経がチンギス・カンになったとする伝説は、明治時代に内田弥八訳述『義経再興記』（1885年（明治18年）成立）をきっかけとして成立したものであるが、同書の成立時期は日本が中国大陸への進出を企図していた時期にあたる。

## 語義の拡大
上横手雅敬によると、日本人は判官贔屓という言葉の成立前から、伝統的に同様の感情を抱いてきた。池田弥三郎はそうした感情を、「弱い者いじめの反対、つまり、弱きを助け強きをくじくという言動に対しては、無批判にかっさいを送ろうとする心理」と定義し、「弱者の位置に立たされたものに対しては、正当の理解や冷静な批判をかいた、かなり軽率な同情という形をとる」と説明している。池田によると、「判官贔屓」という言葉は江戸時代初期にはすでに、源義経に対する同情を超えて、「一般に、弱い立場に置かれている者に対しては、敢えて冷静に理非曲直を正そうとしないで、同情を寄せてしまう」心理現象を指すようになっていた。なお、奥富敬之は第一義の判官贔屓についても、人々は贔屓の感情を次第に肥大化させ、歴史的事実に基づいた客観的なものの見方を欠くようになり、ついには短絡的に義経を正義、頼朝を冷酷・悪ととらえるに至ったと指摘している。
池田によると、弱者に対し理非を問わずに同情しようとする心理が一般に「判官贔屓」という言葉で表現されるようになったのは、義経の伝記が人々の間に、一般的な知識として広く知れ渡っており、かつその伝記の内容が人々の義経に対する同情を呼び起こすものであったからである。その際に義経の伝記が史実に基づく必要は必ずしもなく、むしろ「民衆の心をその方向に引き出すように再編成され、しかもその民衆の同情にピタリとはまるように再編成されたもの」であることが重要であった。